# Ordinariat militaire de Colombie
L'ordinariat militaire de Colombie (en espagnol : Obispado castrense de Colombia) est un ordinariat militaire de l'Église catholique au Colombie directement soumis au Saint-Siège.

## Territoire
L'ordinariat a juridiction sur les fidèles militaires catholiques de rite latin. Le siège est à Bogota où se trouve la cathédrale Jésus-Christ-Rédempteur  ; il a 186 paroisses sous sa juridiction.

## Historique
Le vicariat militaire est érigé le 19 octobre 1949 par décret de la congrégation pour les évêques. D'autres dispositions canoniques sont établies par décret Cum Romano Pontifici du 29 décembre 1959 de la même congrégation.
Par la promulgation de la constitution apostolique Spirituali Militum Curae du 21 avril 1986 émise par le pape Jean-Paul II, le vicariat militaire est renommé ordinariat militaire et assimilé juridiquement à un diocèse. Il est dirigé par un évêque nommé par le pape en tenant compte des accords avec la Colombie.

## Évêques
- Crisanto Luque Sánchez (14 juillet 1950 - 7 mai 1959)
- Luis Concha Córdoba (19 mai 1959 - 29 juillet 1972)
- Aníbal Muñoz Duque (30 juillet 1972 - 25 juin 1984)
- Mario Revollo Bravo (25 juin 1984 - 7 juin 1985)
- Víctor Manuel López Forero (7 juin 1985 - 21 juin 1994), nommé archevêque de Nueva Pamplona
  - Sede vacante (1994-1997)
- Álvaro Raúl Jarro Tobos (24 juin 1997 - 19 janvier 2001)
- Fabio Suescún Mutis (19 janvier 2001 - 7 décembre 2020)
- Víctor Manuel Ochoa Cadavid (7 décembre 2020 - 1er juin 2025)
  - José Roberto Ospina Leongómez, administrateur apostolique (depuis le 30 mai 2025)